# 横浜ロマンスポルノ'06 〜キャッチ ザ ハネウマ〜 IN YOKOHAMA STADIUM
『横浜ロマンスポルノ'06 〜キャッチ ザ ハネウマ〜 IN YOKOHAMA STADIUM』（よこはまロマンスポルノ'06 キャッチ ザ ハネウマ イン よこはまスタジアム）は、ポルノグラフィティのライブビデオ。DVD版は2007年2月28日、Blu-ray版は2011年12月21日にリリースされた。制作・発売元はSME Records、ソニー・ミュージックディストリビューションより販売（DVD：SEBL-66/67、Blu-ray：SEXL-6）。

## 概要
- 横浜スタジアムを会場にし、2006年7月22日と23日の2日間2公演で行われたコンサート『横浜ロマンスポルノ'06 〜キャッチ ザ ハネウマ〜』の模様を収録。
- 今作ではライブ全容をノーカットで収録するという試みがなされている。全26曲を165分かけて行われたステージを、各所至るところに配置された30台のカメラで、また、ライブの進行とともに暮れゆく空の移ろぎに合わせた演出や3万人を動員した会場の中行われた盛大な規模の演出の他アンコールの模様などが撮影収録されている。
- このライブでの楽曲アレンジメントまたは演出の中には、「ファンに楽しんでもらえるように」とのメンバーの考えから、サプライズ演出など多くのお遊び要素も含まれている。また、ライブ・サポーターとしてファンクラブ会員が演出に参加している[1]。
- ポルノグラフィティは、この『横浜ロマンスポルノ'06』以前に、2000年まで『東京ロマンスポルノ』というコンサートを行っていったことがある。
- 2011年12月21日にBlu-ray化された。Blu-ray版はDisc枚数が一枚になっている。

## 収録内容

### DISC-1
1. タネウマライダー
ライブ当時最新の20thシングルカップリング曲。
タネウマちゃんのホイッスルで演奏が始まる。キャノンテープが発射される。
2. 幸せについて本気出して考えてみた
8thシングル。
3. サウダージ
4thシングル。
4. 天気職人
昭仁が冒頭の歌詞を忘れてしまう一幕がある。
5. シスター
15thシングル。
6. ジョバイロ
19thシングル。曲中に歌詞が飛ぶところも。
7. メリッサ
12thシングル。
8. ヒトリノ夜
2ndシングル。
9. Before Century 〜 Century Lovers
ライブの定番曲。また、昭仁は歌詞をド忘れしたり、曲が始まるまでの時間を持て余すことの多い晴一によるお遊び要素などがある。
10. うたかた
冒頭部分にセミやヒグラシの鳴き声がアレンジとして使用されている。
11. 夕陽と星空と僕
演奏時の時間帯は黄昏時であり、実際に会場で時間を確かめてこの曲の演奏順を決めた。
12. 何度も
13. グラヴィティ（ロマンスギター）
インスト曲。後のアルバム『m-CABI』では歌詞が付け加えられ「グラヴィティ」として収録された。
14. ジューンブライダー
ライブ当時最新の20thシングルカップリング曲。
15. Winding Road
本ライブで初披露された曲で、ライブが行われた当時は未発表曲。同年10月4日に21stシングルして発売された。
この曲を以てそのまま終了し、DISC-2へと移る。

### DISC-2
1. 愛なき…
このライブで久々に演奏された。
2. ラック
14thシングル。
3. 空想科学少年
4. POISON
布袋寅泰の同名曲のカバー。森雪之丞のトリビュートアルバム『Words of 雪之丞』に収録されている。
5. プッシュプレイ
6. NaNaNa サマーガール
18thシングル。この曲を皮切りに、ポルノグラフィティの夏うた「ミュージック・アワー」「ハネウマライダー」へと続く。また2番のサビの歌詞を昭仁が間違えているところも。
ステージ脇で「NA」「×3」のパネルを持っているのは前述のライブ・サポーターである[1]。
7. ミュージック・アワー
3rdシングル。ライブ定番である「164ver.」に「165ver.」を合わせたスタイルで演奏され、また、歌詞の一部を「PORNO」に変えるといった新しい演出を加えるなど、ライブ用アレンジとなっている。新藤晴一曰く、「ハネウマ・バージョン」とのこと。
ライブ・サポーターはチアの衣装になりポンポン振りをしている[1]。
8. ハネウマライダー
ライブ当時最新の20thシングル。本編最終曲。コンサートタイトルを冠した楽曲で、アレンジメントがされている。

アンコール
1. 愛が呼ぶほうへ
13thシングル。アコースティックバージョンでの演奏。
2番終了後から岡野がキーボードで弾き語りを開始する。
2. ロマンチスト・エゴイスト
イントロを長くしメンバー紹介。このライブで久々に演奏された。
3. ジレンマ
本ライブラストナンバーで、それぞれのソロがあり、また、最後に花火が打ち上げられる。

## サポートメンバー
- 小畑"PUMP"隆彦（ドラムス）
- nang-chang（マニピュレート/Other Instruments）
- NAOTO（ヴァイオリン）
- ただすけ（キーボード）
- 野崎森男（ベース）

キャラクター
- ハネウマちゃん（ライヴ・ナビゲーター）